# Milton Schorr
Milton Schorr (Città del Capo, 1981) è un attore sudafricano.

## Biografia
Milton Schorr è nato a Città del Capo, in Sudafrica, e ha conseguito una laurea in arti drammatiche all'Università di Città del Capo; successivamente ha preso parte a varie produzioni teatrali nonché a produzioni televisive e cinematografiche come Death Race 2 al fianco di Sean Bean, Resident Evil: The Final Chapter, Black Sails, America: Promised Land, Outlander, Krotoa e Tomb Raider. Nel 2023, entra a far parte del cast della serie Netflix One Piece nel ruolo di Creek.

## Filmografia

### Cinema
- Death Race 2, regia di Roel Reiné (2010)
- My Backyard, regia di Ari Kruger - cortometraggio (2010)
- Jack Parow: Afrikaans is Dood, regia di Ari Kruger - cortometraggio (2012)
- Hum, regia di Willem Grobler - cortometraggio (2016)
- Resident Evil: The Final Chapter, regia di Paul W. S. Anderson (2016)
- Krotoa, regia di Roberta Durrant (2017)
- Tomb Raider, regia di Roar Uthaug (2018)
- Ander Mens, regia di Quentin Krog (2018)
- Mordene i Kongo, regia di Marius Holst (2018)
- Riscatto d'amore (Redeeming Love), regia di D.J. Caruso (2022)
- The Carpenter, regia di Garrett Batty (2023)
- The Shakedown, regia di Ari Kruger (2024)
- G20, regia di Patricia Riggen (2025)

### Televisione
- To Be First, regia di Patrick Reams - film TV (2007)
- No Man Left Behind - miniserie TV, puntata 1x04 (2016)
- Black Sails - serie TV, 4 episodi (2017)
- America: Promised Land - serie TV, episodio 1x01 (2017)
- Outlander - serie TV, episodio 3x12 (2017)
- Raised by Wolves - Una nuova umanità (Raised by Wolves) - serie TV, episodio 1x10 (2020)
- Die Byl - serie TV, 2 episodi (2021-2024)
- Tali's Joburg Diary - serie TV, 2 episodi (2022)
- Projek Dina - serie TV, 4 episodi (2022)
- Regine dell'Africa: Njinga (African Queens: Njinga) - serie TV, 2 episodi (2022)
- Warrior - serie TV, 6 episodi (2023)
- One Piece - serie TV, episodio 1x05 (2023)

## Doppiatori italiani
Nelle versioni in italiano delle opere in cui ha recitato, Milton Schorr è stato doppiato da:
- Gabriele Tacchi in One Piece